# Ante Rukavina
Pour les articles homonymes, voir Rukavina.
Ante Rukavina est un footballeur croate né le 18 juin 1986, à Šibenik. Il joue actuellement au poste d'attaquant à Viborg FF en prêt du Dinamo Zagreb.
Il est le cousin du joueur serbe Antonio Rukavina.

## Clubs
- 2004-2007 : HNK Šibenik ( Croatie)
- 2007-2008 : Hajduk Split ( Croatie)
- 2008-2010 : Panathinaïkos ( Grèce)
- depuis 2010 : Dinamo Zagreb ( Croatie)

## Palmarès
- Panathinaikos
  - Champion de Grèce en 2010
  - Vainqueur de la Coupe de Grèce en 2010

- Dinamo Zagreb
  - Champion de Croatie en 2011, 2012, 2013 et 2014.
  - Vainqueur de la Coupe de Croatie en 2011 et en 2012.